# Silvana López Moreira
Silvana López Moreira Bó (Asunción, 31 de enero de 1974) es una empresaria paraguaya que se desempeñó como primera dama de Paraguay desde el 15 de agosto de 2018 hasta el 15 de agosto de 2023, debido a su matrimonio con el presidente Mario Abdo Benítez. 
Con López Moreira se vuelve a re-abrir la Oficina de la primera dama luego de un periodo vacante, mediante Decreto Nº50/18 promulgado por el Ejecutivo, puesto que el presidente anterior Horacio Cartes dispuso su eliminación debido a su estado civil de divorciado.

## Biografía
López Moreira proviene de una acaudalada familia, hija del matrimonio entre Néstor López Moreira y Rossana Bó, a su vez nieta del poderoso exempresario Nicolás Bó Parodi, unos de los hombres del régimen del fallecido dictador Alfredo Stroessner, dueño de medios de comunicación, y otras empresas.
López Moreira estudió en el Colegio Santa Teresa de Jesús de Asunción, y su formación universitaria la realizó en la Universidad Politécnica y Artística del Paraguay, donde obtuvo el título de Licenciada en Relaciones Públicas. Actualmente es empresaria con licenciatura en Mercadotecnia, además de desempeñarse en su cargo de primera dama del Paraguay.
Su primer matrimonio fue con el acaudalado ganadero José Félix Ugarte (década de 1990 aprox.), con quien tuvo tres hijos: Félix Ugarte, Sebastián Ugarte, y Victoria Ugarte. En el año 2007 contrae su segundo matrimonio con quien fuera su pareja de adolescente, y a su vez quien sería el expresidente de la República, el empresario Mario Abdo Benítez, con quien tuvo un hijo: Mauricio Benítez.